# Transfiguratiekathedraal (Belgorod)
De Kathedraal van de Transfiguratie (Russisch: Преображенский собор) is een Russisch-orthodoxe kathedraal in de Russische stad Belgorod.

## Geschiedenis
De gedrongen classicistische kerk, met vijf koepels en een eveneens gedrongen klokkentoren, werd in de jaren 1805-1813 gebouwd naar een ontwerp van de architect Evgeni Aleksevitsj Vasiliev. Na de sluiting van de Drie-eenheidskathedraal in 1923 werd de Transfiguratiekerk verheven tot kathedraal. In 1930 werd ook de Transfiguratiekathedraal gesloten voor de eredienst. Echter in 1942 werd tijdens de Duitse bezetting van Belgorod de kathedraal weer geopend. De kerk werd opnieuw gesloten in 1962 en overgedragen aan een lokaal museum. Het museum werd echter pas in 1973 geopend. In 1990 vertrok het museum uit de kerk en tegelijkertijd werd het gebouw weer overgedragen aan de Russisch-orthodoxe Kerk. Nadien volgde herstel van de kerk. In september 1991 werden de relieken van de heilige Ioasaf, bisschop van Belgorod (ook: Jozef van Belgorod), op plechtige wijze naar de Transfiguratiekathedraal gebracht.